# Охорона здоров'я дітей та підлітків
Охорона здоров'я дітей та підлітків (ОЗДП) — український міжвідомчий збірник наукових статей.

## Історія
Засновано у 1970 році Харківським НДІ охорони здоров’я дітей і підлітків як «Охрана здоровья детей и подростков», з 2019 року — сучасна назва. 
Видають двічі на рік по 200 примірників. Матеріали вміщують укр., англ. (і рос.) мовами. Висвітлюють епідеміологічні дані про стан соматичного і психічного здоров’я школярів, частоту та перебіг порушень у них, організаційно-методичні аспекти моніторингу здоров'я, питання лікування і реабілітації дітей та підлітків з патологією нерввової, ендокринної і серцево-судинної систем, органів травлення, ревматичних захворюваннями та репродуктивними порушеннями. Рубрики: «Статті», «Матеріали конференцій», «Методичні рекомендації», «Інформаційні листи». 
Головний редактор — Г. Даниленко (з 2019).